# Crack (album)
Pour les articles homonymes, voir Crack.
Albums de Z-Ro
Power
(2007) Cocaine
(2009)
Singles
1. Top Notch
Sortie : 2009

Crack est le douzième album studio de Z-Ro, sorti le 16 septembre 2008.
L'album s'est classé 12e au Top R&B/Hip-Hop Albums et 48e au Billboard 200.

## Liste des titres
| No  | Titre                                         | Contient un (des) sample(s) de                                                                         | Durée |
| --- | --------------------------------------------- | --- | ----- |
| 1.  | Crack (Intro)                                 | | 2:59  |
| 2.  | Baby Girl                                     | | 4:08  |
| 3.  | Here We Go (featuring Killa Kyleon et Mike D) | | 4:36  |
| 4.  | Call My Phone (featuring Slim Thug)           | | 4:51  |
| 5.  | If That's How You Feel (featuring Lil' KeKe)  | | 4:34  |
| 6.  | Lonely                                        | | 3:54  |
| 7.  | Made                                          | Hit 'Em Up de 2Pac featuring Outlawz                                                                   | 4:40  |
| 8.  | The Mo City Don                               | | 4:02  |
| 9.  | Top Notch (featuring Pimp C)                  | The Overture of Foxy Brown de Willie Hutch Int'l Players Anthem (I Choose You) d'UGK featuring OutKast | 3:55  |
| 10. | Rollin'                                       | Holding Back the Years de Simply Red                                                                   | 4:33  |
| 11. | Tired (featuring Mýa)                         | | 4:14  |
| 12. | You                                           | | 4:16  |
| 13. | Eyes on Paper (featuring Paul Wall)           | | 4:48  |
| 14. | 25 Lighters                                   | 25 Lighters de DJ DMD featuring Fat Pat et Lil' KeKe                                                   | 9:21  |
| 15. | Paid My Dues                                  | | 4:08  |